# Labirint mudrosti na Marjanu
Labirint mudrosti, mala konstrukcija na Marjanu.
Napravila su ga 2008. godine djeca iz Igraonice u prirodi i dragovoljci iz udruge Moje mjesto pod suncem iz Splita uz potporu i suradnju splitskih Parkova i nasada i planinara PK Split; za gradnju zasluge pripadaju također udruzi Dobrim duhovima Marjana. Nalazi se na "livadi radosti" na sjevernoj padini Marjana. Čine ga nisko poslagani kameni u hrpicama koji tvore kružni labirint. Do labirinta se stiže požarnim putem od Bene ili Marjanskog puta i na pola puta (oko 1200 m), skrene se uzbrdo na jug oko 50 metara. Na požarnom putu postojala je oznaka.

## Vanjske poveznice
- Nebeski labirinti Fotografije i izvješće Slavice Runjić Šegvić
- Nebeski labirinti